# Hòa Khánh Nam (xã)
Hòa Khánh Nam là một xã thuộc huyện Đức Hòa, tỉnh Long An, Việt Nam.

## Địa lý
Xã Hòa Khánh Nam có vị trí địa lý:
- Phía đông giáp xã Hòa Khánh Đông
- Phía tây giáp xã Hòa Khánh Tây và huyện Đức Huệ
- Phía nam giáp xã Hựu Thạnh
- Phía bắc giáp xã Hòa Khánh Tây.

Xã có diện tích 15,94 km², dân số năm 1999 là 6.298 người, mật độ dân số đạt 395 người/km².

## Hành chính
Xã Hòa Khánh Nam được chia thành 3 ấp: Thuận Hòa 1, Thuận Hòa 2, Xuân Khánh.

## Lịch sử
Xã Hòa Khánh Nam được thành lập vào ngày 24 tháng 3 năm 1979 từ một phần diện tích và dân số của xã Hòa Khánh cũ.
Ngày 18 tháng 7 năm 2019, HĐND tỉnh Long An ban hành Nghị quyết số 43/NQ-HĐND về việc thành lập ấp Xuân Khánh trên cơ sở thôn Xuân Khánh 1 và thôn Xuân Khánh 2.